# Палеомагнитное датирование
Палеомагнитный (археомагнитный) метод датирования — метод датирования горных пород с помощью выявления остаточной намагниченности. Применяется в геологии, географии, археологии и других дисциплинах.

Изменение магнитных склонений за 1590—1990 гг.

## Суть метода
Метод основан на явлении, именуемом палеомагнетизмом. Суть его состоит в том, что порода, нагретая до точки Кюри (для случаев, с которыми имеют дело геологи и археологи, это как правило 500—700 градусов Цельсия), остывая, «запоминает» направление и интенсивность магнитного поля Земли на данный момент. Поскольку расположение магнитных полюсов, как и интенсивность магнитного поля, постоянно меняются, то это обстоятельство и служит датировке. При практическом применении метода, отобранные в полевых условиях пробы направляются в лабораторию и исследуются с помощью магнитометра.

## Использование в археологии
В археологии для датировки этим методом используется керамика, а до её появления — глина из очажных ям. Впервые был применен в 1960 г. Робертом Дюбуа. Он настолько чувствителен, что с его помощью иногда определяли разницу в возрасте между внутренней и внешней стенкой одной и той же печи, использовавшейся долгое время (то есть время, прошедшее между постройкой и последней топкой).